# カリーマ・アッブード
- カリメー・アブッド

カリーマ・アッブード（アラビア語: كريمة عبّود、DIN 31635: Karīma ʿAbbūd、英: Karimeh Abbud、1893年11月18日 - 1940年4月27日）は、パレスチナ人のプロ写真家。20世紀前半、パレスチナで暮らしながら仕事をした。アラブ世界最初の女性写真家のひとり。

## 生涯
1893年、ベツレヘムの生まれ。6人兄弟の上から2番目。父親のサイード・アッブードは教師をしていたが、世紀が変わる時、父親はルーテル教会の牧師になり、50年その職を奉じた。
17歳の誕生日に父親からカメラを贈られる。写真に興味を持ち出したのは1913年。最初に撮ったのは家族や友人、ベツレヘムの風景で、署名のある一番古い写真の日付は1919年10月。
大学は大レバノンのベイルート・アメリカン大学に進学し、アラビア語文学を専攻。この期間、バールベックに旅行し遺跡の写真を撮った。自宅にスタジオを立ち上げ、女性や子供、結婚式などの冠婚葬祭の写真を撮って稼ぐ。さらにハイファ、ナザレ、ベツレヘム、ティベリアのパブリックスペースの写真を多数撮る。
1930年代には既にプロの写真家になっていて、ナザレではEMMS病院主任薬剤師をしていた祖父、牧師をしていた父とともにアッブード家は地元の有名人だった。地元ナザレの写真家ファディル・サバがハイファに移住し、結婚写真や肖像写真の依頼が彼女の写真スタジオに殺到した。彼女がこの時期に撮った作品にはアラビア語と英語でこうサインされている。
| 「 | Karimeh Abbud - Lady Photographer - كريمة عبود: مصورة شمس | 」 |

1930年中頃には写真に手塗りで写真への着色もはじめた。
1940年、死去。

## コレクション
彼女のポートフォリオにあったオリジナルのコピーはナザレ・アーカイブ・プロジェクトのディレクター、Ahmed Mrowatによってコレクションされている。2006年、イスラエルの古美術品コレクターであるBoki Boazzがエルサレムのカタモン地区の空き家（持ち主は1948年のイスラエル建国の時に国外に逃げた）から400枚を超えるオリジナルのプリントを発見。その多くはサイン入りで、MrowatはBoazzからそれらを購入し、コレクションを増やした。

## レガシー
2016年11月18日、Googleは彼女の生誕123年の誕生日をGoogle Doodleで祝い、それはアラブ世界諸国に届いた。

## ギャラリー

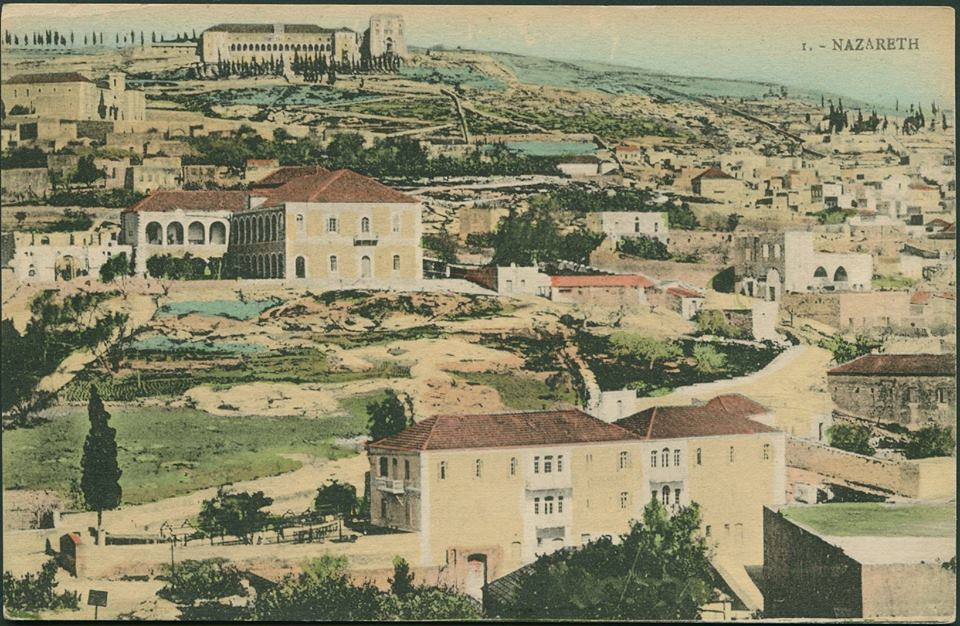
1. ナザレ
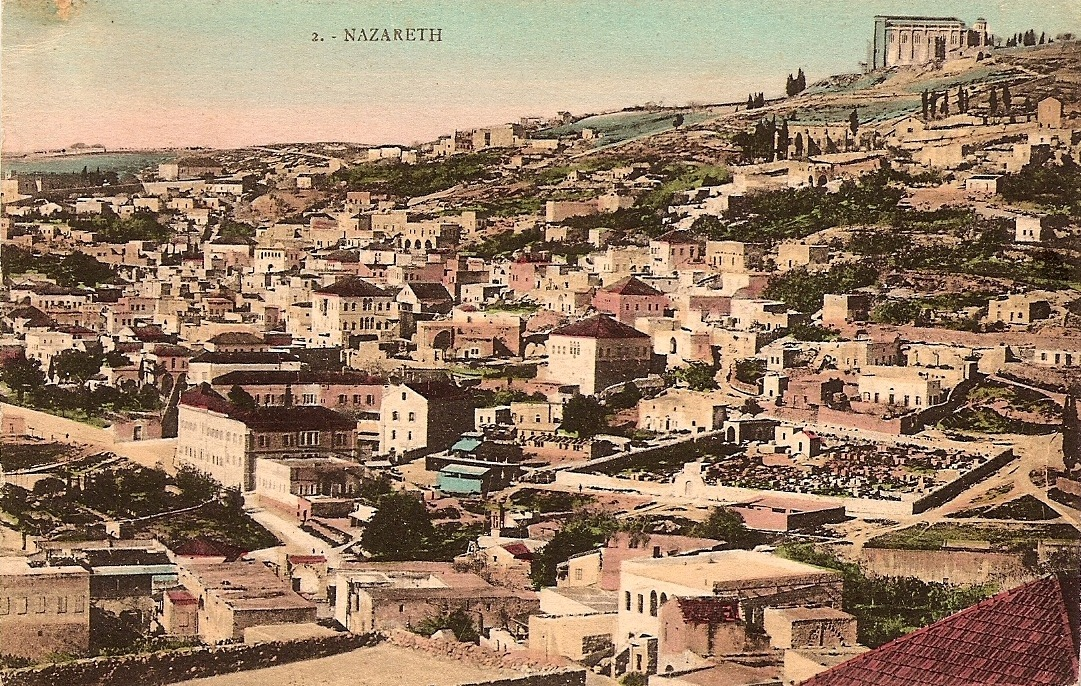
2. ナザレ
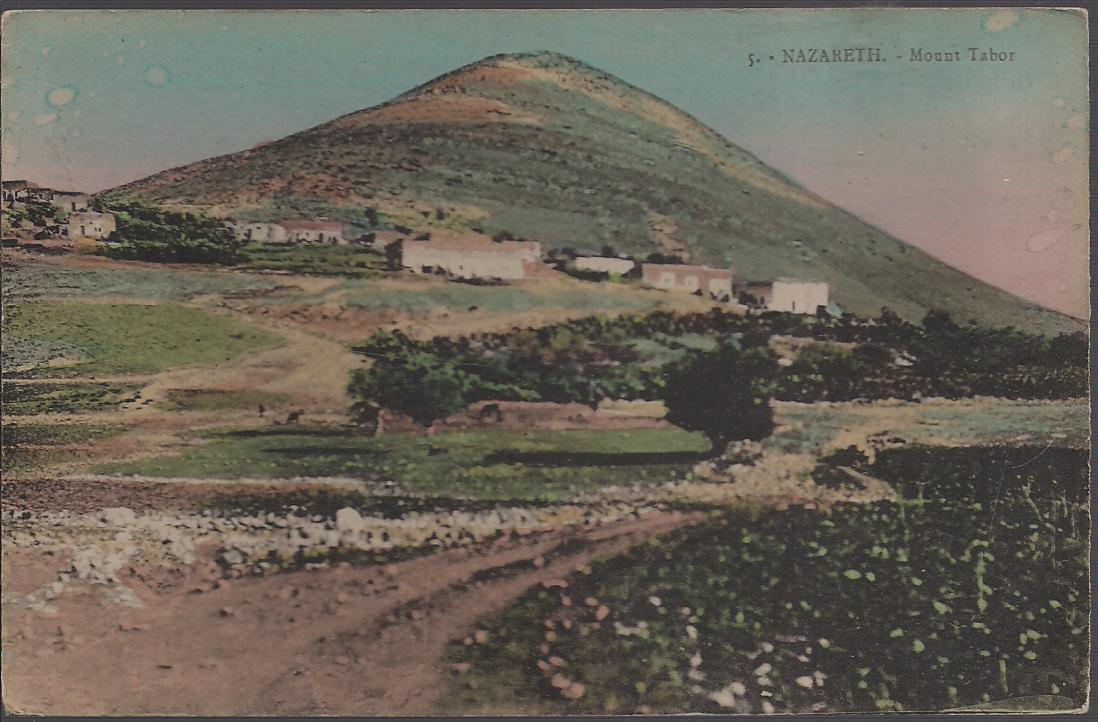
5. ナザレ - タボル山
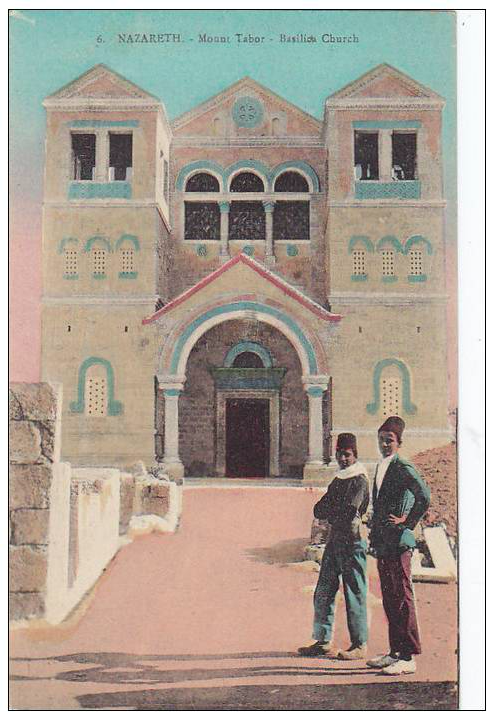
6. ナザレ -タボル山 -バジリカ聖堂
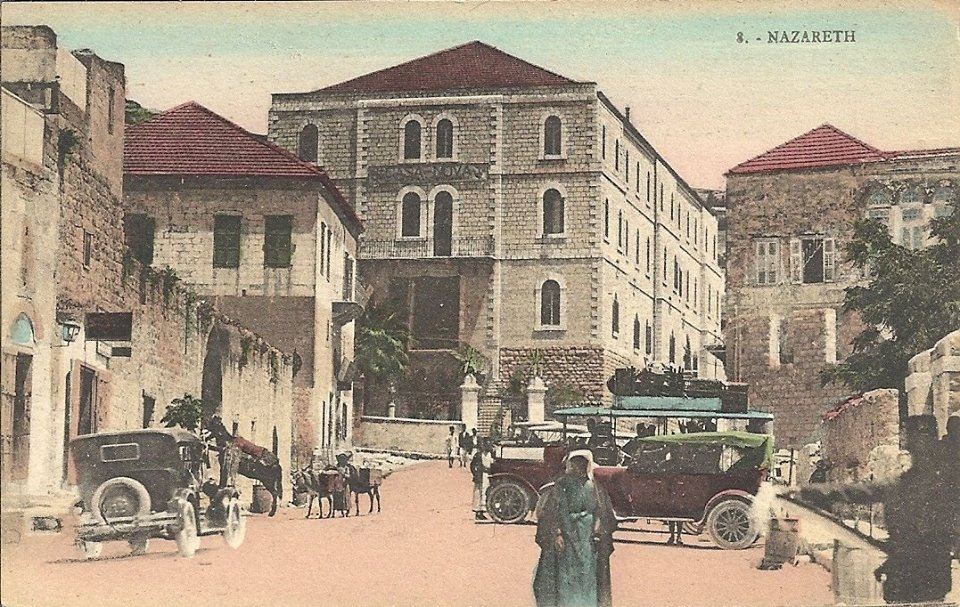
8. ナザレ
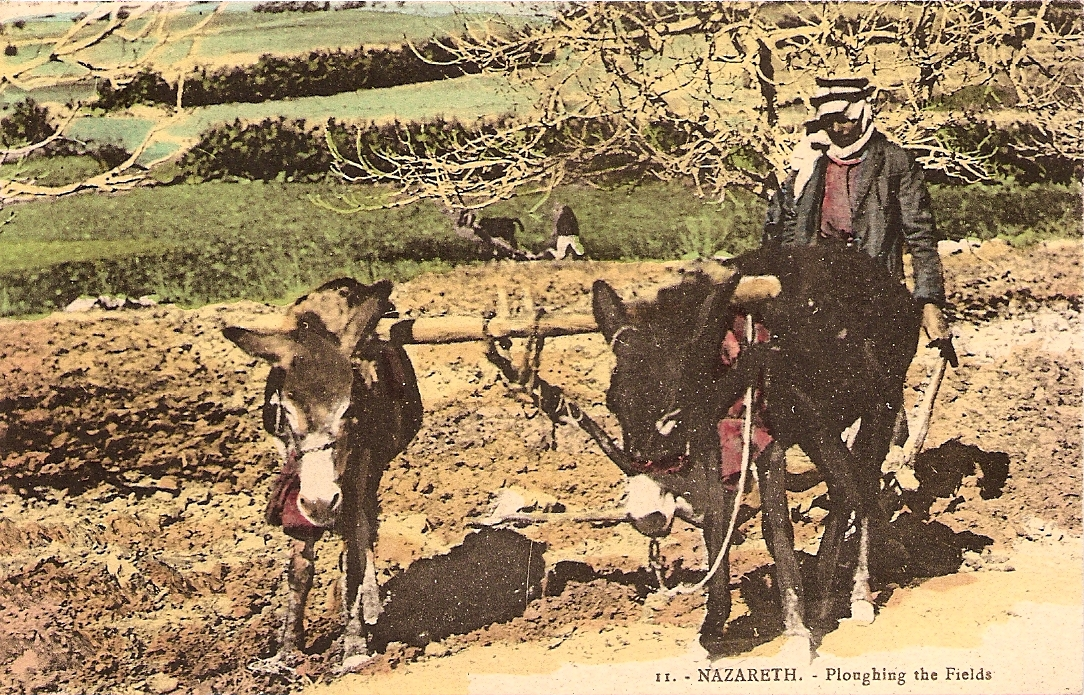
11. ナザレ - 耕起の情景
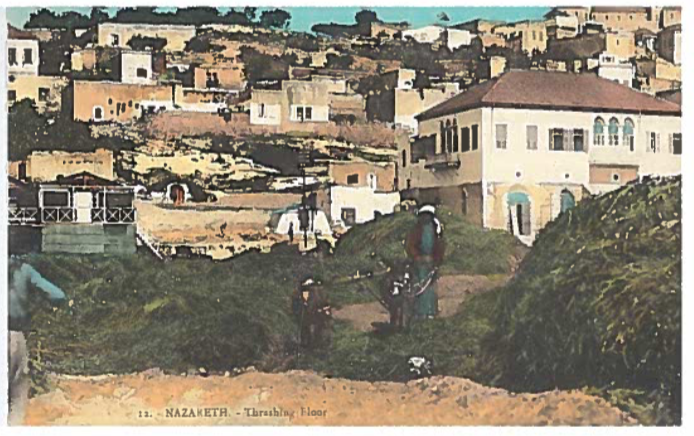
12. ナザレ
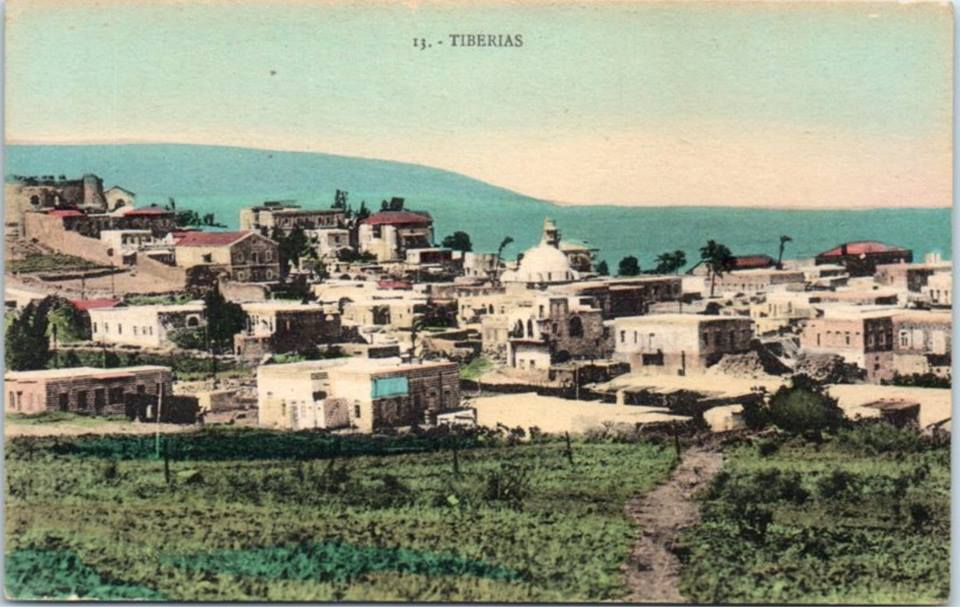
13. ティベリア
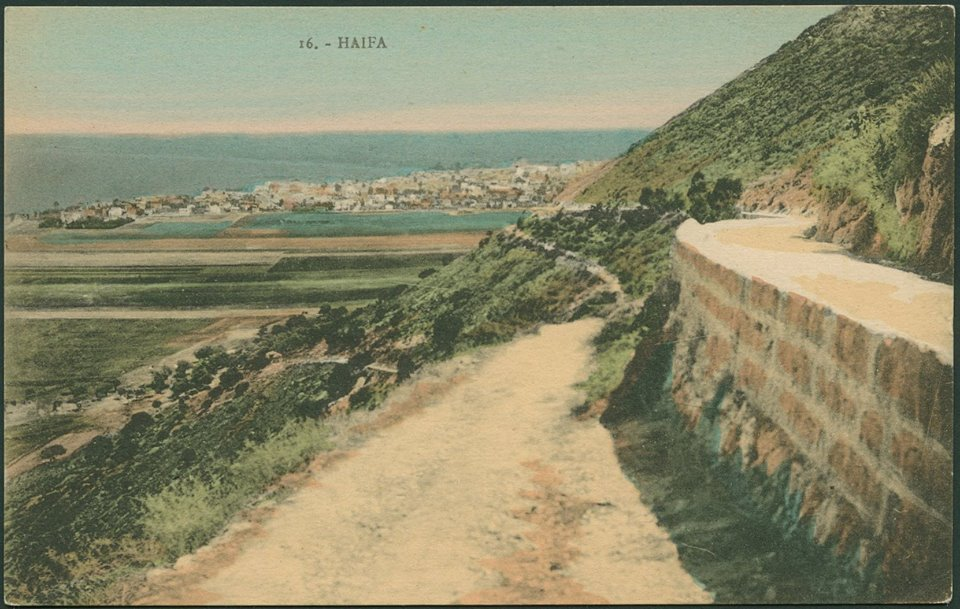
16. ハイファ
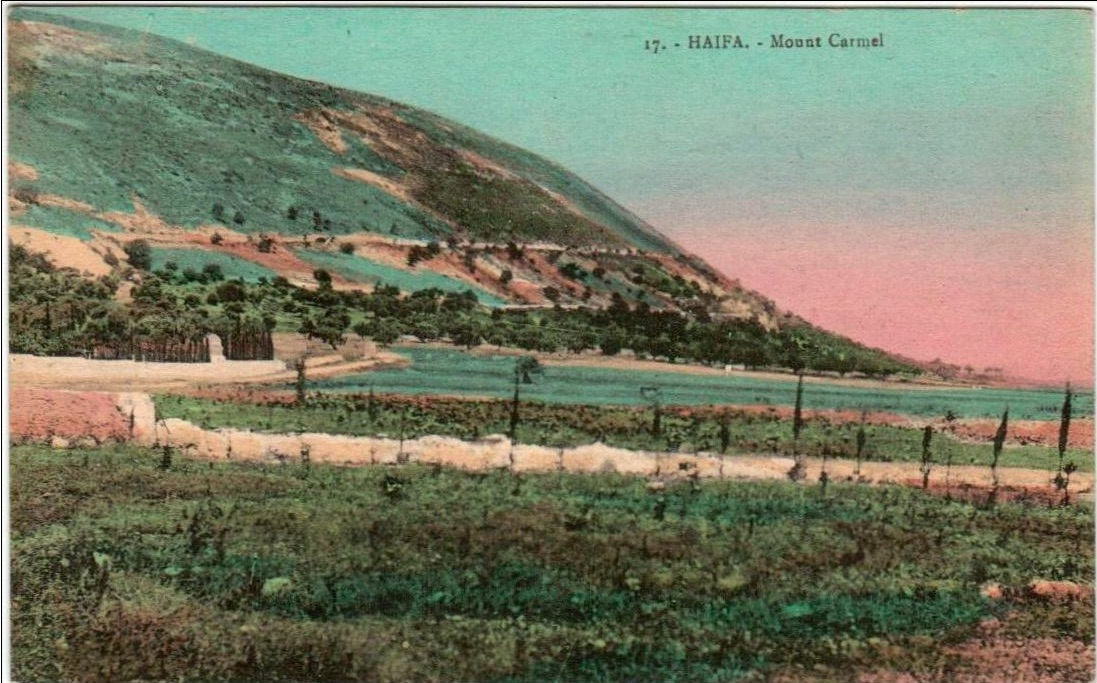
17. ハイファ - カルメル山
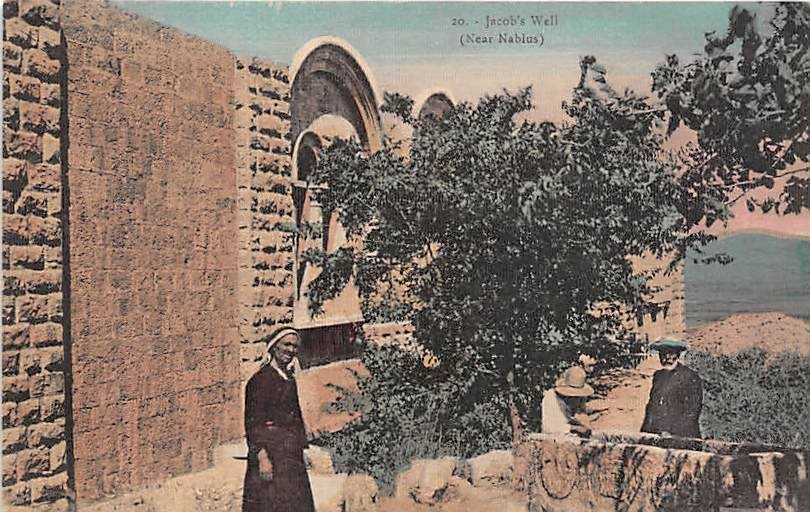
20. ヤコブの泉(ナーブルス近郊)
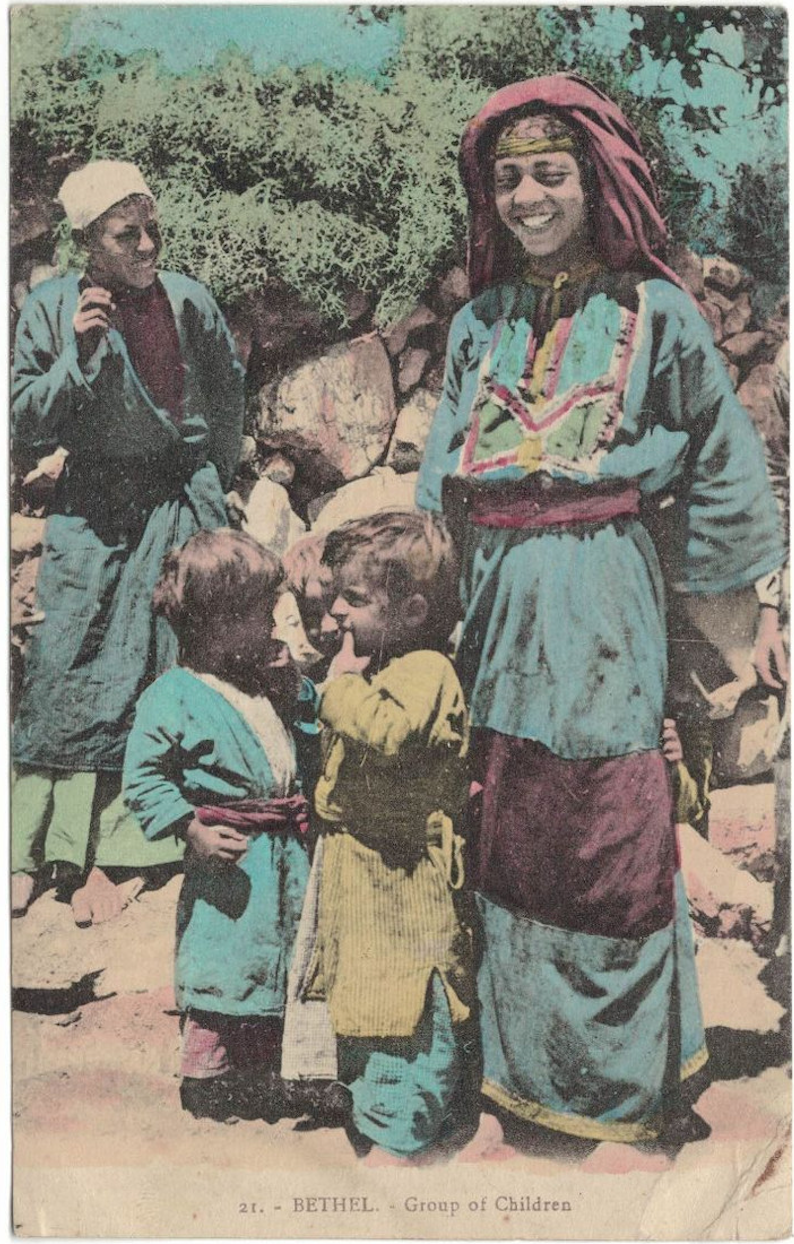
21. ベテル - 子供たち
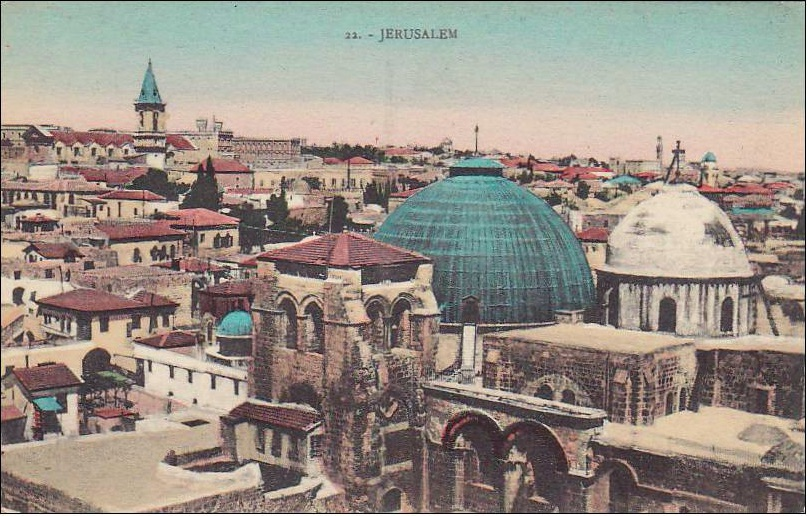
22. エルサレム
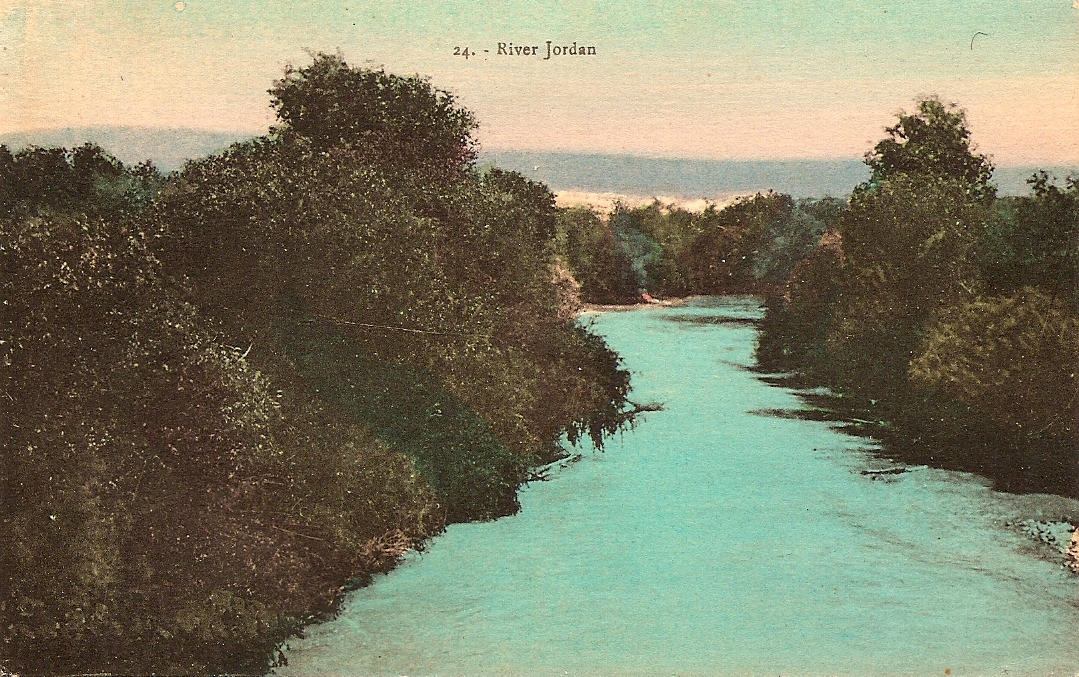
24. ヨルダン川
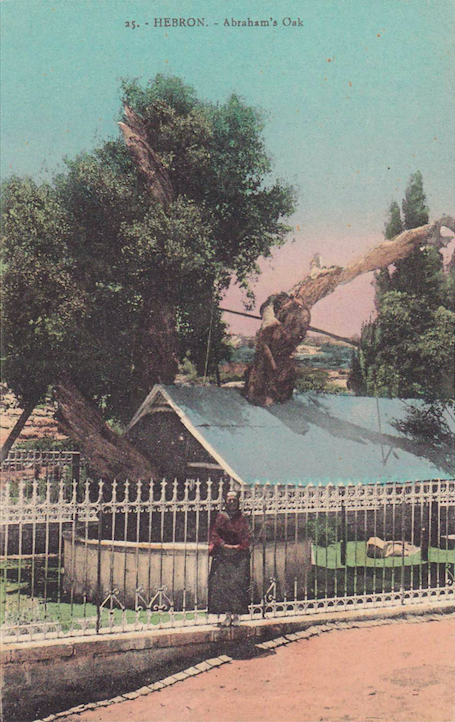
25. ヘブロン  - アブラハムの樫の木
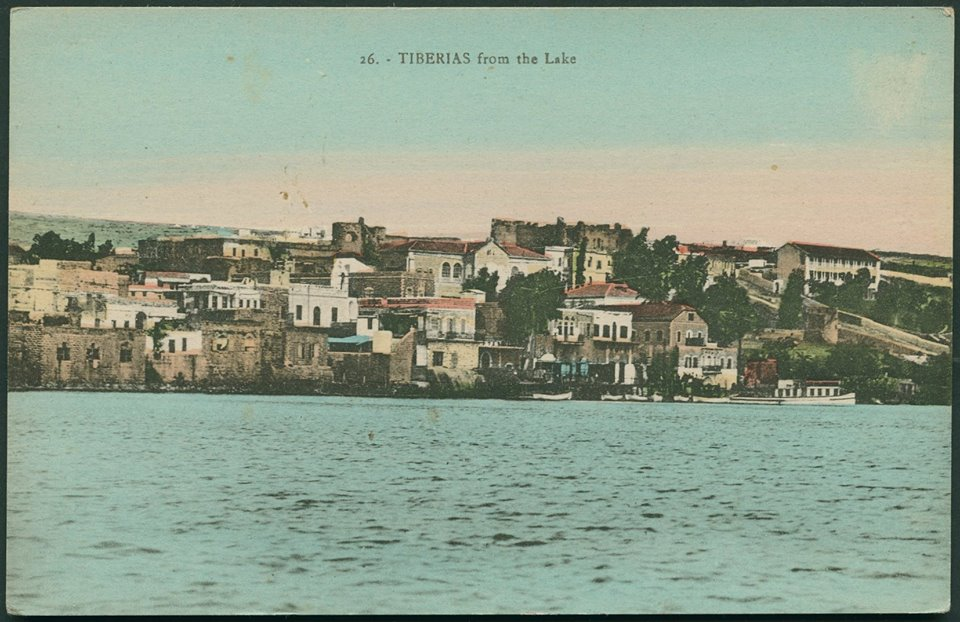
26. 湖から望むティベリア
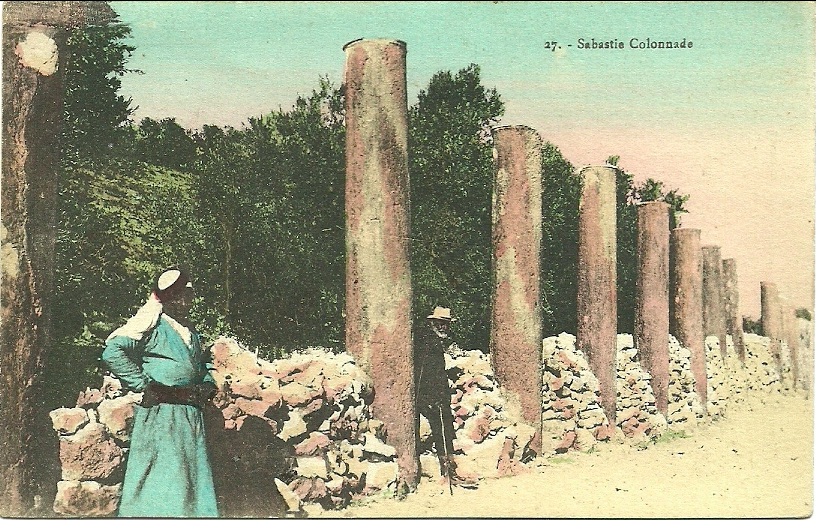
27. Sebastie Colonnade